# Karl August von Bergen
Karl August von Bergen, également Carl August von Bergen - latinisé Carolus Augustus de Bergen, né le 11 août 1704 à Francfort-sur-l'Oder et mort le 7 octobre 1759 dans la même ville, est un anatomiste et botaniste allemand. 

## Biographie
Né le 11 août 1704 à Francfort-sur-l'Oder, Karl August von Bergen est le fils de Johann Georg von Bergen, professeur d'anatomie et de botanique à l'université de sa ville natale.
Il suit à Leyde les leçons de Boerhaave, à Strasbourg celles de Saltzmann. Professeur extraordinaire à Francfort en 1732, il y obtient en 1738 la chaire d'anatomie et de botanique, devenue vacante par la mort de son père. Il succède en 1744 à Goelicke (de) dans celle de thérapeutique et de pathologie.
Karl August von Bergen enrichit l'anatomie de découvertes importantes signalons spécialement ses recherches sur le nerf intercostal, le grand sympathique, le  tissu cellulaire, l'arachnoïde, les ventricules cérébraux, la pie-mère, etc..
Il meurt le 7 octobre 1759.

## Publications

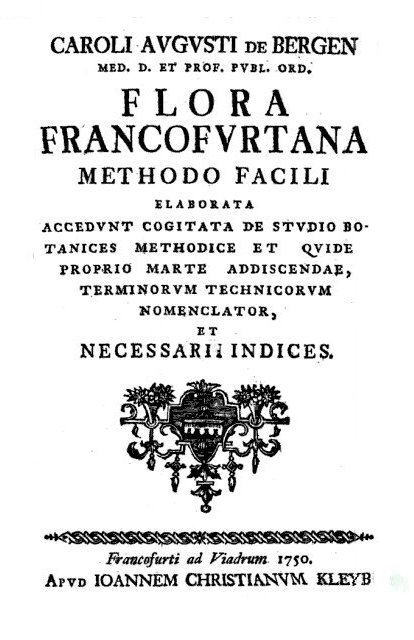
Page de titre de Flora Francofurtana, 1750.

Son éloge historique a été publié dans les Commentaria medica de Leipsick, vol. IX. Ses travaux d'anatomie sont nombreux.
Parmi ceux de botanique, nous signalerons : Propempticon inaug... utri syst. Tournefortiano an Linneanopotiores partes deferendœsint (Francfort, 1742, in-4° ; Leipzig, 1742, in-41) ; Catal. stirpium indig. quas hortus Acad. Viadrinœ complectitur, etc. (Francfort, 1744, in-8°); Epistola de Alchimilla supina ejusque coccis (Francfort, 1748, in-4") ; Flora francofurtana [1750], in-8°, 375 p. ; De Aloide (Francfort, 1753, in-4°) ; Rectificatio characteris Aloidis (inNov. Act. Nat. cur., t. II); De Petasitide (Francfort, 1759, in-4°). Dans son Propempticon, il avait soutenu que le système de Linné est préférable à la méthode de Tournefort. Cependant, dans son Flora francofurtana, c'est cette dernière méthode qu'il employa, mais avec des changements avantageux, notamment en modifiant la première division en herbes et en arbres, qui a été si justement reprochée à Tournefort, et en tenant compte des étamines qu'il avait négligées. Il y a dans cet ouvrage un progrès taxinomique qui n'a pas été assez remarqué.

## Hommage
Le genre Bergenia a été nommé par Conrad Moench en 1794 pour lui rendre hommage.